# هاري روجرز
هاري روجرز (31 ديسمبر 1950 بسانت لويس في الولايات المتحدة - ) (بالإنجليزية: Harry Rogers)‏ هو لاعب كرة سلة أمريكي في مركز هجوم صغير الجسم.

## وصلات خارجية
- هاري روجرز على موقع سبورتس رفرنس (الإنجليزية)
- هاري روجرز على موقع كلية كرة السلة في سبورتس رفرنس.كوم (الإنجليزية)
- هاري روجرز على موقع ريلجم (الإنجليزية)
- هاري روجرز على موقع بروبوليرز (الإنجليزية)